# Camposiellina sulfureopicta
Camposiellina sulfureopicta là một loài bọ cánh cứng trong họ Cerambycidae.